# シー・ユー・レイター・アリゲーター
シー・ユー・レイター・アリゲーター（See You Later Alligator）は、ボビー・チャールズが作詞・作曲した楽曲。
オリジナルのチャールズによるレコーディングはチェスより1955年11月にシングルとしてリリースになり、R&Bチャートの14位のヒットを記録した。同年12月に ビル・ヘイリー&ヒズ・コメッツがこれをカバー。翌1956年にリリースされると、ビルボードのポップ・チャートの6位の大ヒットとなり、チャールズのオリジナルの存在感を薄める結果となった。

## ボビー・チャールズのバージョン
10代の頃のチャールズは、友人と別れる際「さようなら」という代わりに「See you later, alligator」(「またね」を意味するsee you laterに語呂合わせでalligatorを付けている)というのが口癖だったが、ある日、友人の一人がそれに対し「After a while, crocodile」(同様の語呂合わせ)と返したことがインスピレーションとなり、チャールズはこの楽曲を20分で書き上げた。
チャールズは電話でのチェス・レコードのオーディションでこの曲を歌い、これを聴いた社主レナード・チェスは、チャールズとの契約締結を決断した。チェスはニューオーリンズのコズィモ・マタッサのスタジオをレコーディング用に押さえたが、チャールズ本人の要望により、通常のスタジオ・ミュージシャンではなく、彼が当時一緒に活動していたザ・カーディナルズとレコーディングすることとなった。
レコーディングは1955年10月に行なわれ、翌11月に「Later Alligator」の名でシングル・リリースされた。この曲は、当時17歳だったチャールズのレコード・デビュー曲となった。デビューにあたり、彼は本名ロバート・チャールズ・ギドリーから末尾のギドリー姓を落とし、ボビー・チャールズと名乗った。
曲は12小節のブルースを基調としており、チャールズのバージョンはサックスをフィーチャーし、チャールズのバージョンはリズムやサックスをフィーチャーすることにより、ニューオーリンズR&B色を前面に押し出している。前年1954年にレコーディングされたギター・スリムの「Later for You, Baby」がこの曲のインスピレーションになっているのではないかとする意見も存在する。

### 参加ミュージシャン
- ボビー・チャールズ Bobby Charles - ヴォーカル
- ハリー・シモノウ Harry Simoneaux - サクソフォーン
- ラオウル・プラード Raoul Prado - サクソフォーン
- カルロ・マリーニ Carlo Marini  - サクソフォーン
- ラリー・ギドリー Larry Guidry  - ギター
- エド・ルブラン Ed Le Blanc - ピアノ
- ケネス・テリオ Kenneth Thierot - ドラムス [4]

### チャールズ自身によるリメイク
チャールズは度々この曲のリメイクを行なっている。一つは1960年代のジュウェル/ポーラ時代(後にポニーキャニオン、英ウェストサイドのコンピレーションに収録された)、1992年のニューオーリンズ・セッション(アルバム『Wish You Were Here Right Now』収録)、更には2001年のレコーディングがあり、これは2004年のアルバム『Last Train To Memphis』に収録された。

## ビル・ヘイリーのバージョン
チャールズのオリジナル盤リリースの翌月12月12日、ビル・ヘイリーはこの曲をレコーディングし、1956年1月にシングル・リリースした。彼らのバージョンは瞬く間にビルボード・チャートの6位を記録し、19週に渡ってチャートにとどまり続ける大ヒットとなった。同年4月公開の映画『ロック・アンド・ロール/狂熱のジャズ』でもフィーチャーされた。
ヘイリーのバージョンは、チャールズのものと比較して、よりロックンロール的な仕上がりとなっている。

### 参加ミュージシャン
- ビル・ヘイリー Bill Haley - ヴォーカル、リズムギター
- フラニー・ビーチャー Franny Beacher - リードギター
- ビリー・ウィリアムソン Billy Williamson - スティール・ギター
- ルディ・ポンピリ Rudy Pompilli - テナー・サックス
- ジョニー・グランデ Johnny Grade - ピアノ
- アル・レックス Al Rex - ダブル・ベース
- ラルフ・ジョーンズ Ralph Jones - ドラムス [9]

## その他カバー・バージョン
| 年     | アーティスト名                                         | 収録アルバム                               |
| ------ | ------------------------------------------------------ | ------------------------------------------ |
| 1956年 | ローレンス・ウェルク                                   | 『Lawrence Welk at Madison Square Garden』 |
| 1964年 | フレディ&ザ・ドリーマーズ                              | 『You Were Mad for Me』                    |
| 1964年 | ウェイン・ギブソン・ウィズ・ザ・ダイナミック・サウンズ | ※シングル「Kelly」のB面                    |
| 1986年 | ドクター・フィールグッド                               | ※シングル盤リリース                        |
| 1990年 | ザッカリー・リシャール                                 | 『Zack's Bon Ton』                         |
| 2008年 | リトル・フィート・ウィズ・ジム・メイヤー               | 『Join the Band』                          |
| 2009年 | ベス・マッキー                                         | 『I’m That Way』                           |
| 2017年 | ザ・ブルージェイズ                                     | 『At Home with the Bluejays』              |